# Hans Joachim von Brederlow
Hans Joachim von Brederlow (né le 25 novembre 1858 à Berlin et mort le 6 septembre 1920 à Bad Kissingen) est propriétaire d'un majorat et député du Reichstag.

## Origine
Ses parents sont Anton von Bredelow (né le 13 novembre 1818 et mort le 5 mars 1861) et son épouse Johanna Albertine Luise Anna Hiller von Gaertringen (né le 21 octobre 1833). Elle est la fille du chambellan Rudolf Hiller von Gaertringen (de) (mort le 27 octobre 1866) et Sophie von Motz, fille de Friedrich von Motz. Après la mort de son mari, la veuve épouse le lieutenant-général Ludwig von Wittich en 1863.

## Biographie
Brederlow étudie à l'Université de Leipzig et l'Académie forestière d'Eberswalde. Après cela, il est propriétaire d'un majorat à Groß Saalau (de). Il est Rittmeister, chef de bureau, membre du synode provincial de Prusse-Orientale. Il reçoit l'Ordre de l'Aigle rouge de 4e classe et est un chevalier de justice de l'Ordre de Saint-Jean.
De 1908 à 1918, il est membre de la Chambre des représentants de Prusse et de 1912 à 1918, il est député du Reichstag pour la 10e circonscription du district de Königsberg (de) et du Parti conservateur allemand.